# فری کلاس وس
فری کلاس وس (به انگلیسی: V-class ferry) یک کلاس از کشتی است.